# Fort Batenstein
Fort Batenstein – drugi punkt handlowy Holendrów na ich Złotym Wybrzeżu pomiędzy rokiem 1595 i 1600, po Fort Nassau. Był on usytuowany w pobliżu Butre (dawniejsza pisownia: Boutry). W 1650 fort przejęli Szwedzi. Fort był oddany z całym Złotym Wybrzeżem Wielkiej Brytanii w 1872 roku.
W tym forcie 27 sierpnia 1656 został podpisany traktat pomiędzy Holendrami a Ahanta